# Großwallstadt
Großwallstadt è un comune tedesco di 4 077 abitanti, situato nel land della Baviera.